# The Producers (Original Broadway Cast Recording)
The Producers é um álbum que contém a trilha sonora do musical de mesmo nome.

## Faixas
- 1  Overture (Orchestra)
- 2 Opening Night (Ensemble)
- 3 The King Of Broadway (Nathan Lane & Matthew Broderick)
- 4 We Can Do It (Nathan Lane & Matthew Broderick)
- 5 I Wanna Be A Producer (Matthew Broderick & Ensemble)
- 6 In Old Bavaria (Brad Oscar)
- 7 Der Guten Tag Hop-Clop (Brad Oscar, Nathan Lane & Matthew Broderick)
- 8 Keep It Gay (Gary Beach, Roger Bart, Peter Marinos, Ray Wills, Jeffry Denman, Kathy Fitzgerald With Nathan Lane & Matthew Broderick)
- 9 When You Got It, Flaunt It (Cady Huffman With Nathan Lane & Matthew Broderick)
- 10 Along Came Bialy (Nathan Lane, Madeleine Doherty, Jennifer Smith, Kathy Fitzgerald, Matthew Broderick, Brad Oscar, Cady Huffman, Gary Beach, Roger Bart & Ensemble)
- 11 That Face (Matthew Broderick & Cady Huffman)
- 12 Haben Sie Gehört Deutsche Band? (Brad Oscar)
- 13 Opening Night (Jennifer Smith & Bryn Dowling), (Reprise)
- 14 You Never Say Good Luck On Opening Night (Gary Beach, Roger Bart, Brad Oscar, Nathan Lane & Matthew Broderick)
- 15 Springtime For Hitler (Eric Gunhus, Gary Beach, Cady Huffman, Ensemble)
- 16 Where Did We Go Right (Nathan Lane & Matthew Broderick)
- 17 Betrayed (Nathan Lane)
- 18 'Til Him (Matthew Broderick, Nathan Lane & Ensemble)
- 19 Prisoners Of Love (Leo & Max) (Gary Beach, Cady Huffman, Nathan Lane, Matthew Broderick & Ensemble)
- 20 Goodbye! (Company) [1]